# 2010년 핵안보정상회의

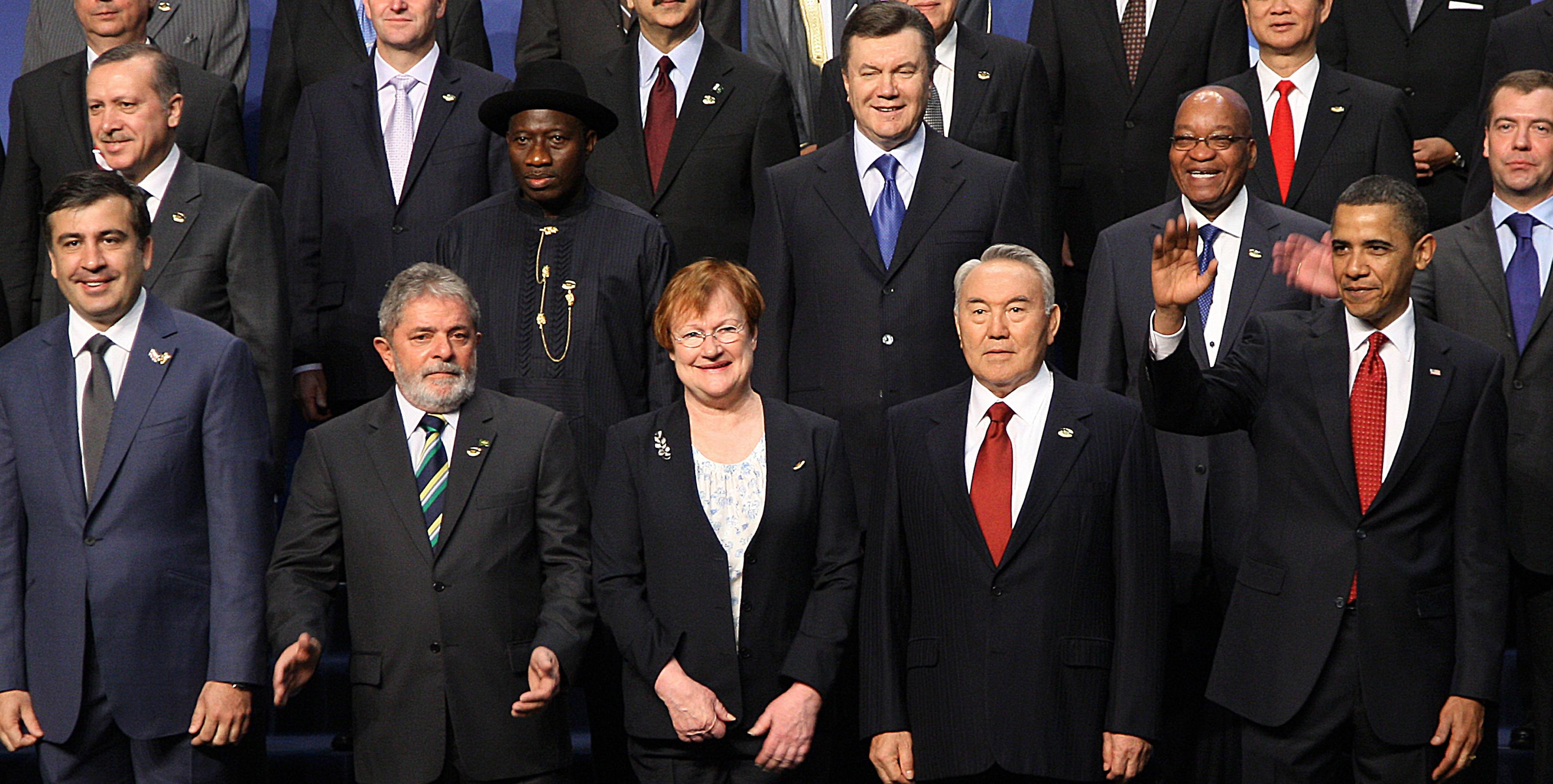
2010년 제1차 핵안보정상회의에 참석한 각국 정상들

2010년 핵안보정상회의(核安保頂上會議, Nuclear Security Summit)는 2010년 4월 13일에 열린 핵안보정상회의의 1차 회의이며, 미국 워싱턴 컨벤션센터에서 열렸다. 47개국 정상과 3개 국제기구 대표들이 참석하였다.

## 같이 보기
- 비핵화
- 핵확산
- 대량살상무기 확산방지구상